# Meavía
Meavía (oficialmente San Xoán de Meavía) es una parroquia española del municipio de Forcarey, perteneciente a la provincia de Pontevedra, en la comunidad autónoma de Galicia.

## Historia
Hacia mediados del siglo XIX, la parroquia, ya por entonces perteneciente a Forcarey, tenía contabilizada una población de 260 habitantes. Aparece descrita en el undécimo volumen del Diccionario geográfico-estadístico-histórico de España y sus posesiones de Ultramar de Pascual Madoz con las siguientes palabras:

MEAVIA (San Juan): felig. en la prov. de Pontevedra (8 leg.), dióc. de Santiago (5), part. jud. de Tabeiros (2), ayunt. de Forcarey (1): sit. al O. del r. Umia en terreno montuoso, la combaten los vientos NO. y S.: el clima es frio y las enfermedades mas comunes fiebres estacionales y reumas. Comprende los l. de Balladares, Campo, Campos, Humia, Espiñeiros, Barrio, Rua, Seoane y Serrao, que reunen 67 casas. Para surtido de los vec. hay 6 fuentes en la pobl. y en el término. La igl. parr. (San Juan), es aneja de la de Sta. Marina de Ribela, ayunt. de la Estrada; al S. de la felig. está la ermita de San Amaro, sit. en un vericueto. Confina el térm. N. Pardemarin; E. Pereiras; S. Quintillan, y O. Ribela. El terreno es arcilloso, gredoso y de mediana calidad; por la parte del N. y E., tiene una montaña llamada Arnao, que solo produce esquilmos, y por la del S. y O. pasa el espresado r. Umia, el cual nace en el l. de su nombre, riega algunas tierras de la felig. de que hablamos, toca en las de Ribela, Codeseda, Souto, Arca y Caldas de Reyes, y pierde su nombre en la ria de Cambados. Los caminos dirigen de Santiago á Carballino y Ribadavia. El correo se recibe en la Estrada por peaton. prod.: maiz, centeno, patatas, nabos, mijo y lino: cria ganado vacuno, de cerda, lanar y cabrío; hay caza de perdices, conejos y liebres, y alguna pesca de truchas. ind.: la agricultura y 3 molinos harineros; dedicándose tambien los hab. de esta felig. á la arriería y compra del ceron por los colmenares, para vender la cera que estraen de ellos. pobl.: 67 vec., 260 alm. contr.: con su ayuntamiento (V.).
(Madoz, 1848, p. 327)

En 2023, tenía empadronados 185 habitantes.